# Velké Němčice
Velké Němčice (in tedesco Groß Niemtschitz) è un comune mercato della Repubblica Ceca facente parte del distretto di Břeclav, in Moravia Meridionale.